# 카탄의 개척자

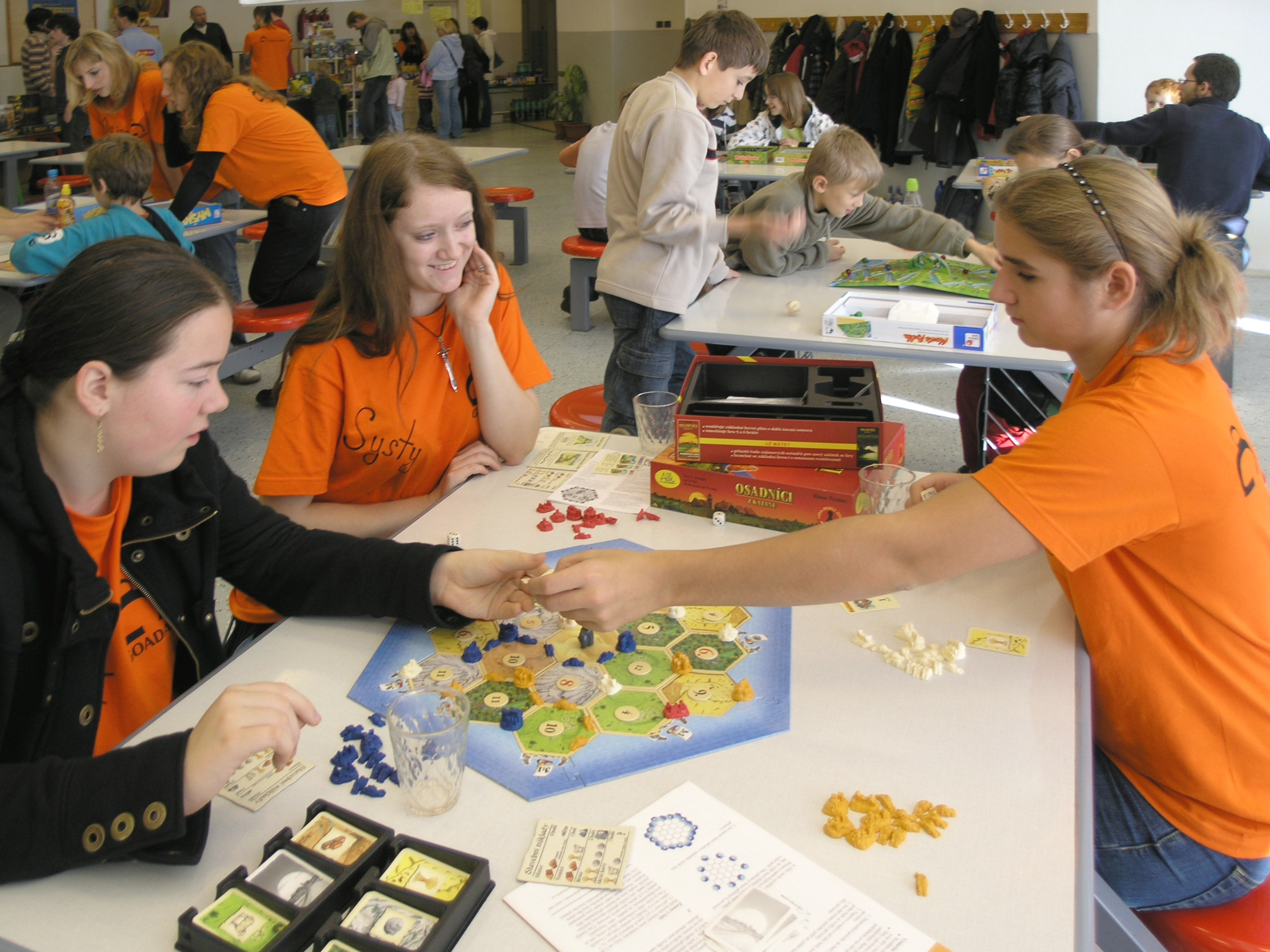
카탄의 개척자 플레이 모습

카탄의 개척자(독일어: Die Siedler von Catan, 영어: Settlers Of Catan)은 다양한 요소를 지닌 보드게임으로, 클라우스 토이버(Klaus Teuber)에 의해 제작되었다. 1995년에 독일의 출판사인 코스모스에서 처음 출시되었다. 발매 당시 선풍적인 인기와 함께 독일 보드 게임쇼에서 연거푸 상을 받았으며 세계 각국에서 많은 사랑을 받았다.
카탄은 독일에서 처음으로 유럽까지 유행하게 된 게임으로도 유명하며, 영어, 프랑스어, 이탈리아어, 일본어, 헝가리어 등으로 번역되어 세계 각국으로 퍼져나갔다. 기본판에 추가할 수 있는 여러 가지 확장팩들도 이미 시중에 나와 있다.
게임의 배경은 카탄이라는 무인도 섬에 여러 부족들이 정착을 하게 되면서 시작한다. 각 부족들이 자신의 세력을 넓혀서, 카탄의 진정한 정착자가 되려 하는 것이 이 게임의 목적이다.

## 설명
플레이어들은 목재, 벽돌, 밀, 양 자원을 모아 마을을 짓고 1500년 도시 또는 승점카드를 모아 승점 10점을 얻는 플레이어가 승리하는 게임이다. 플레이 시간은 약 1시간-2시간, 적정 연령은 13세 이상이다.
게임 개발자가 5-6인용 확장이 마지막 확장팩이 될 것이라 하고 카탄 시리즈의 러시가 종료되었다. 하지만 제작사와 플레이어들의 요청으로 2016년 탐험가와 해적이라는 이름의 확장이 발매가 확정되었다.

## 구성물
- 육각형의 땅 타일 19개
- 게임 카드 120장(자원 카드 95장, 발전 카드 25장)
- 플레이어 말 96개(도시 16개, 마을 20개, 도로 60개), (각 24개씩)
- 특별 승점 카드 2장(최장 교역로, 최강 기사단)
- 항구 부지가 표시된 테두리 타일 6개
- 주사위 2개
- 숫자 칩 18개
- 도둑 말 1개

## 게임 목표
게임 방법은 정착한 무인도 섬에서 자원을 얻어 그 자원을 이용해 길, 집, 도시, 배(바다가 나오는 맵에서만)를 만들어 점수를 먼저 내는 사람이 승리하게 된다. 각각의 섬에는 숫자칩이 놓이는데 주사위를 돌려 그 숫자에 놓인 자원을 얻게 된다. 물론 그 무인도에 집이나 도시가 정착 되어 있는 사람만이 자원을 받게 된다. 집과 도시는 각각 1 VP, 2 VP(이점수를 합산하여 점수를 낸다.)이며 집과 도시 이외에도 Development카드중 1 VP를 얻을 수 있는 카드도 점수를 내는 데 도움이 된다.